# Protonema
Protonema é a forma jovem do gametófito das briófitas, que pode ser células parecidas a fios ou células talosas. Depois da germinação do esporo desenvolve-se um protonema, de que se desenvolverá depois o talo maduro da planta, enquanto o protonema morre e desaparece. Há também hepáticas cujo protonema é o estágio principal do gametófito, mas isso é bastante raro. É heterotrófico.
....